# 黃慧敏
黃慧敏（英語：Wong Wai Man,OMA），曾為香港亞洲電視藝員，於2002年的亞洲電視藝員訓練班畢業，其後再就讀2008年aTV藝員訓練班，曾經為一名业餘模特兒。
至2008年8月，正式離開亞洲電視，進軍電影界。

## 演出作品

### 電視劇(亞洲電視)
- 2002年：《暴風型警》
- 2004年：《媽媽我真的愛你》
- 2005年：《美麗傳說II星願》
- 2005年：《危險人物–滾油殺夫案》
- 2005年：《情陷夜中環》
- 2007年：《靈舍不同》

### 節目主持(亞洲電視)
- 2003年-2005年：《慧珊時尚坊》
- 2003年：《粵港越好玩》
- 2004年：《攪笑快閃黨》
- 2004年：《大王駕到》
- 2004年：《新会古兜温泉之旅》
- 2004年：《至IN至潮中日韓》
- 2005年：《香港奇蹟QTS》
- 2005年：《攪笑快閃黨2》
- 2005年：《大遊俠-從化篇》
- 2006年-2007年：《亞洲電視兒童台》
- 2006年-2007年：《第一手真相》(外景主持)
- 2007年：《群星情報站》
- 2007年-2008年：《數碼天使信息》
- 2007年-2008年：《有腦E班》

### 電影
- 2003年：《龍咁威2003》
- 2004年：《新警察故事》
- 2004年：《絕代三嬌》
- 2005年：《Isabella》
- 2008年：《貪污帝國》

## 外部連結
亞洲電視藝員資訊
黃慧敏之奧馬日記 （页面存档备份，存于）
OMA LOVE YOU 黃慧敏 網誌(Yahoo！Blog) （页面存档备份，存于）